# Art topiària

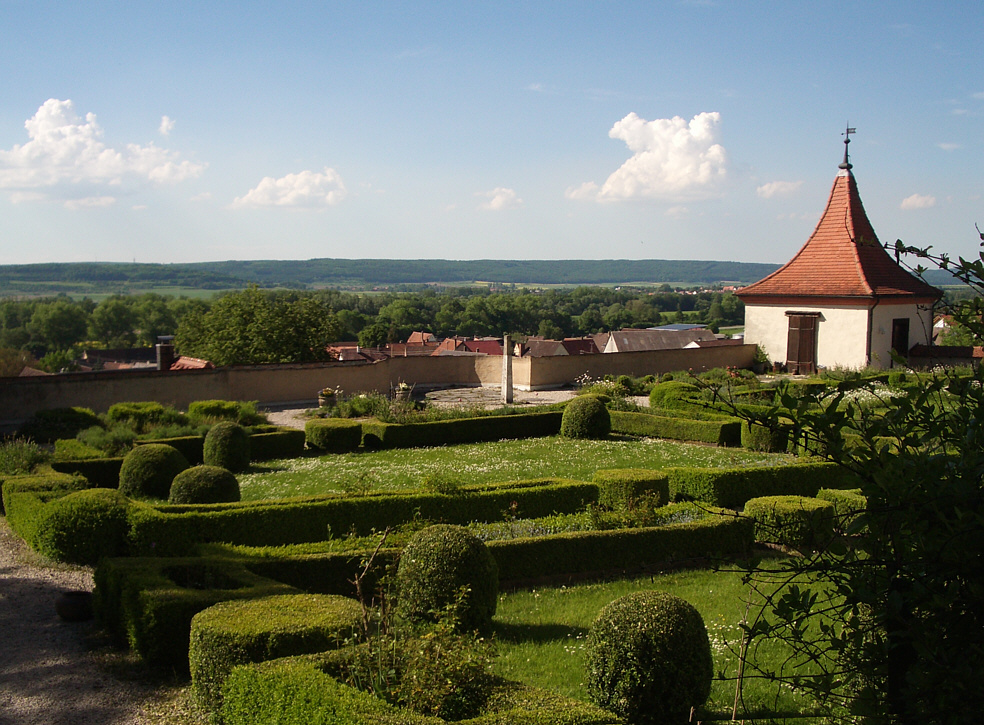
Art topiària en un jardí alemany

L'art topiària és una pràctica de la jardineria que consisteix a donar formes artístiques a les plantes mitjançant l'esporga. El seu origen es troba en la jardineria dels romans i va continuar durant el Renaixement italià, fins a arribar al punt culminant amb André Le Nôtre, realitzador dels jardins de Versalles el 1662, que va donar a les plantes (principalment el boix) formes còniques i piramidals.

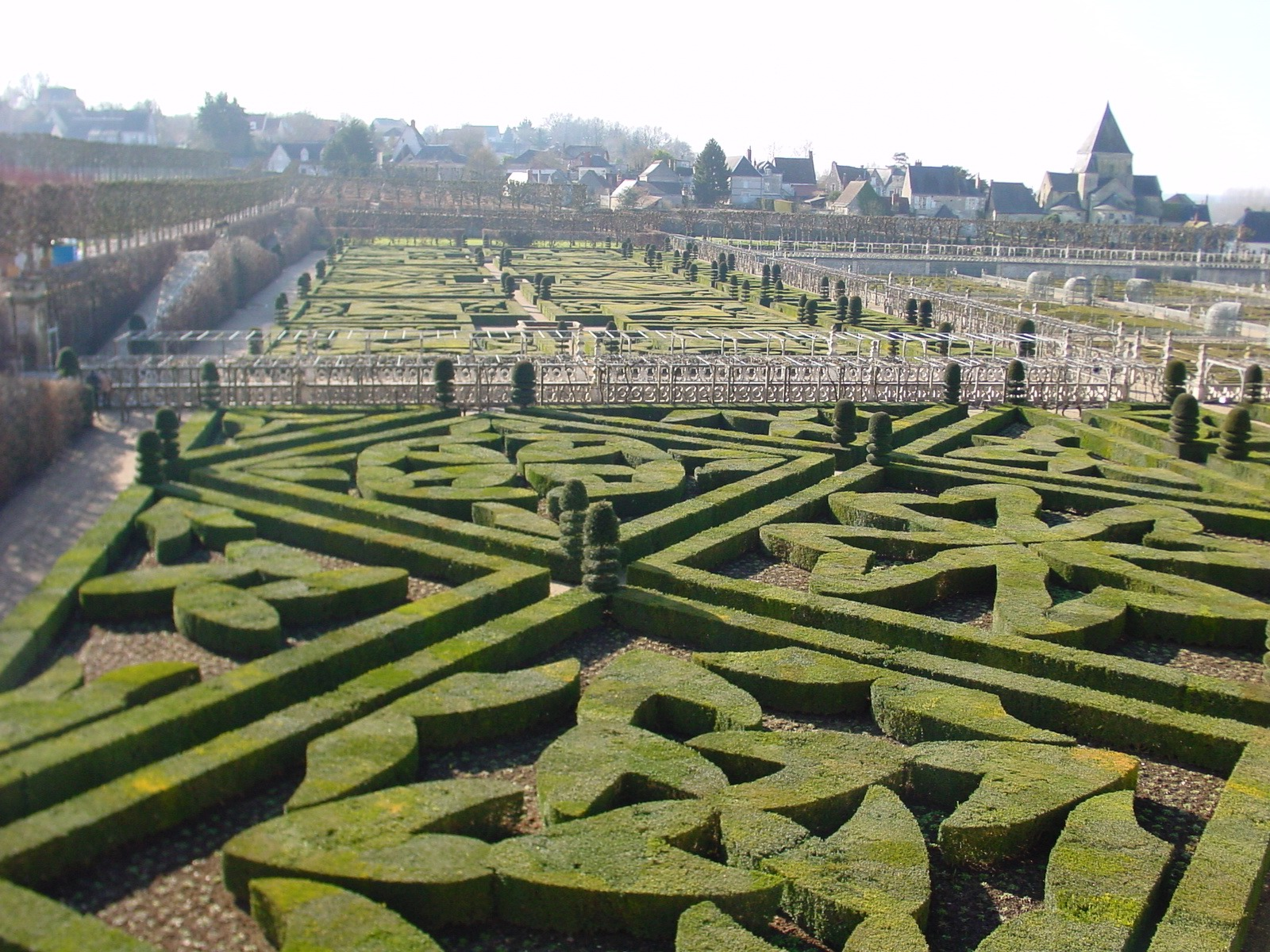
Art topiària al Castell de Villandry, França

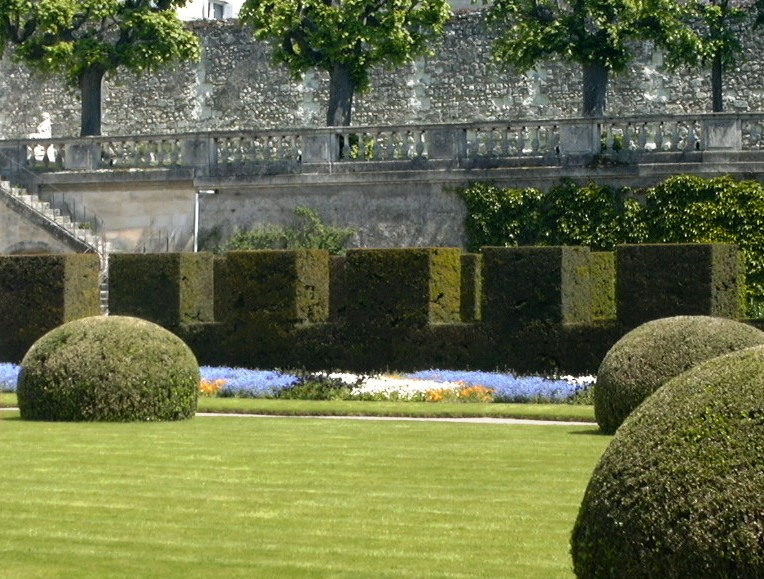
Boles topiàries en un jardí de Tours, França

En l'estil dels jardins de l'època victoriana a l'Anglaterra del segle xix, les formes utilitzades en l'art topiària van ser rodes, mitges llunes, rombes, cors, arcs i papallones.
Per donar la forma desitjada a una planta es necessiten normalment uns quants anys d'intervencions, que consisteixen, entre altres tècniques, a utilitzar motlles i filferros per guiar el creixement i a fer servir diversos tipus de tisores d'esporga.
Algunes de les espècies vegetals utilitzades, a més del boix, són les dels gèneres Taxus (teix), Myrtus (murtra), Ligustrum (oliveretes i troanes), Lantana (p.ex. Lantana camara), Lonicera (lligaboscs i xuclamels) i Hedera (les heures), el Prunus laurocerasus (o llorer-cirer), el romaní i, en climes atlàntics, els carpins (Carpinus).